# Киприан (архиепископ Кипрский)
Архиепископ Киприан (греч. Αρχιεπίσκοπος Κυπριανός; 1756, Строволос, Никосия — 9 июля 1821, Никосия) — епископ Кипрской православной церкви, архиепископ Кипрский. Поддержал начавшуюся в 1821 году Греческую революцию, за что был убит турками.

## Биография
Киприан родился в 1756 году в (тогда селе, ныне пригороде Никосии) Строволос.
В возрасте 7 лет последовал за своим родственником, иеромонахом Харалампием, в Монастырь Махера, где и получил начальное образование. С 1769 года в течение 3-х лет учился в «Эллинском музее» Никосии, располагавшемся в старом здании Архиепископии.
Вернулся в монастырь в 1781 году и был рукоположен в сан диакона архиепископом Хрисанфом. В 1783 году последовал за своим родственником, архимандритом Харалампием, в Яссы, Молдавия, где продолжил своё теологическое образование. Заслужив уважение господаря, фанариота Михаила Суцо, Киприан стал приходским священником его церкви
.
Киприан вернулся на Кипр почти через 20 лет, в 1802 году. Проявив свои организаторские способности во время межтурецкой смуты на острове в 1804 году.
После внезапного изгнания архиепископа Хрисанфа в мае 1810 года, был избран новым архиепископом Кипрским. Его хиротонию возглавил архиепископ Синайский Константий в сослужении с остальными епископами, служившими на Кипре.
В 1812 году он основал Греческое училище, в дальнейшем получившее название Всекипрская гимназия, которая была первой школой высшего образования на Кипре и находилась напротив задания Архиепископии в Никосии.
В 1818 году Киприан был посвящён в тайное революционное общество Филики Этерия, готовившее восстание против Османской империи.
В 1820 году Александр Ипсиланти запросил Киприана через этериста Димитриоса Ипатроса, примкнёт ли Кипр к вооруженной борьбе. Киприан ответил прагматично и согласно кипрским реалиям, что Кипр поддержит надвигающуюся революцию только деньгами и снабжением, так как любое вооружённое выступление обернётся трагедией, поскольку Кипр, будучи изолированным островом и вдали от материковой Греции, не имел ни значимого флота, ни боевых клефтских традиций других областей греческого мира.
8 октября 1820 года Ипсиланти, через этериста Анастасиоса Пелопидаса и получив от архиепископа серьёзную финансовую поддержку, прислал из Измаила письмо благодарности за взнос, сообщая Киприану, что «открытие школы (революции) приближается».
В конце февраля (по григорианскому календарю) 1821 года, Ипсиланти с гетеристами перешёл реку Прут, подняв восстание в Молдавии и Валахии, после чего началось восстание в Пелопоннесе 25 марта 1821 года (юлианский календарь). Последовала резня греческого населения по всей территории Османской империи. В первый день Пасхи 1821 года, 10 апреля, в Константинополе был повешен Григорий V.
Но киприоты со всех уголков острова и в больших числах тайком отправлялись воевать в Грецию. Реакция местного правителя по имени Кючук Мехмет была немедленной: он вызвал подкрепления и приступил к конфискации оружия и аресту многих видных киприотов. Архиепископ обратился к населению с просьбой сдать оружие и сохранять свокойствие. Киприану советовали покинуть остров, поскольку положение ухудшалось, но он отказался покинуть свою паству.
9 июля 1821 года Кючук Мехмет обязал явиться в Никосию 486 знатных киприотов и, закрыв ворота стен Никосии, обезглавил или повесил 470 из них. Были обезглавлены Хрисанф, епископ города Пафос, Мелетий, епископ города Китион и Лаврентий, епископ города Кирения. Архиепископ Киприан был публично повешен на дереве напротив средневекового дворца Ги де Лузиньяна. Турки уничтожили 10 тысяч мирных жителей. Шведский путешественник Бергрен писал: «Богородица оделась в чёрное, многие дома были обрызганы кровью». Это событие нашло отражение в эпической поэме «9 июля 1821 года», написанной Василисом Михаилидисом на кипрском диалекте греческого языка.
Останки архиепископа Киприана и епископов Хрисанфа, Мелетия и Лаврентия захоронены в крипте памятника у храма Фанеромени, Никосия. Памятник построен из мрамора горы Пентели, Аттика в 1930 году.